# Rachid Adgigh
Rachid Adgigh (ur. 1 lipca 1961 w Tizi Wuzu) – algierski piłkarz grający na pozycji środkowego obrońcy. W swojej karierze rozegrał 24 mecze i strzelił 1 gola w reprezentacji Algierii.

## Kariera klubowa
Swoją karierę piłkarską Adgigh rozpoczął w klubie JS Kabylie. W sezonie 1980/1981 zadebiutował w jego barwach w pierwszej lidze algierskiej. Grał w nim do końca sezonu 1991/1992. Wraz z JS Kabylie wywalczył sześć tytułów mistrza Algierii w sezonach 1981/1982, 1982/1983, 1984/1985, 1985/1986, 1988/1989 i 1989/1990 oraz dwa wicemistrzostwa w sezonach 1980/1981 i 1987/1988 i dwa Puchary Algierii w sezonach 1985/1986 i 1991/1992. W sezonach 1980/1981 i 1989/1990 dwukrotnie zdobył Afrykański Puchar Mistrzów. W latach 1992–1994 grał w libijskim Al-Tarsana Trypolis, w którym zakończył swoją karierę.

## Kariera reprezentacyjna
W reprezentacji Algierii Adgigh zadebiutował w 1984 roku. W 1990 roku został powołany do kadry na Puchar Narodów Afryki 1990. Na tym turnieju rozegrał dwa mecze: grupowe z Wybrzeżem Kości Słoniowej (3:0) i z Nigerią (5:1). Z Algierią wywalczył mistrzostwo Afryki. Od 1984 do 1990 roku rozegrał w kadrze narodowej 24 mecze i strzelił 1 gola.